# ليفكو لوكياننكو
ليفكو لوكياننكو (بالأوكرانية: Лук'яненко Левко Григорович) (مواليد 24 اغسطس 1928 - توفي في كييف 7 يوليو 2018) هو أحد رموز استقلال أوكرانيا أمضى 26 عاما في السجون السوفيتية بسبب معارضته للنظام السوفيتي قبل ان يصبح أحد رموز استقلال بلاده.
ولد ليفكو لوكياننكو في إحدى قرى منطقة تشيرنيغيف في شمال اوكرانيا التي كانت يومها جزءا من الاتحاد السوفيتي، وكان أحد الذين صاغوا اعلان استقلال اوكرانيا لدى انهيار الاتحاد السوفيتي. وللمصادفة فقد تم اقرار اعلان الاستقلال في 1991 في يوم عيد ميلاده.
وكانت محكمة سوفيتية حكمت عليه في 1961 بالإعدام بعدما دانته بجريمة "الدعاية المعادية للسوفيت"، لكن العقوبة خفضت لاحقا إلى السجن لمدة 15 عاما. بعيد خروجه من السجن في 1976 أصبح لوكياننكو أحد مؤسسي "مجموعة هلسكني الاوكرانية Ukrainian Helsinki Group ‏، وهي منظمة تدافع عن حقوق الإنسان، ولكن لم تمض سنة حتى حكمت عليه محكمة سوفيتية بالسجن لمدة عشر سنوات وبالنفي لمدة خمس سنوات، ولم يستعد لوكياننكو حريته الا في 1988.

## الجوائز
وحاز لوكياننكو في 2005 وسام "بطل اوكرانيا"، وهو اعلى تكريم في البلاد.

## وصلات خارجية
(إيلاف): وفاة لوكياننكو المنشق السوفيتي وأحد رموز استقلال أوكرانيا